# 1297 Quadea
1297 Quadea (1934 AD) là một tiểu hành tinh vành đai chính được phát hiện ngày 7 tháng 1 năm 1934 bởi Karl Wilhelm Reinmuth ở Heidelberg-Königstuhl State Observatory. Tênd for the parents-in-law of Karl Reinmuth's brother.